# آشی
آشی، روستایی است از توابع بخش مرکزی شهرستان تنگستان استان بوشهر ایران که در منطقه گردشگری خاییز قرار گرفته و دارای طبیعتی بکر و دست نخورده می باشد.

## نام گذاری
البته گفتنی است نام اصلی این روستا "آشیر" می باشد که پس از سال ها بخاطر بیان ساده تر به آشی تغییر پیدا کرده است. نقل شده که علت نامگذاری این روستا به نام "آشیر" نیز ورود جد بزرگ ساکنین کنونی این روستا به این منطقه بوده که نام ایشان "شیر" بوده و بنا به احترام به وی "آقاشیر" لقب داده اند  و پس از آن روستا آرام آرام به راحت شده این نام یعنی آشیر و سپس آشی مشهور گشته است.

## جمعیت و تبارشناسی
این روستا در دهستان اهرم قرار داشته و بر اساس سرشماری سال ۱۳۸۵ جمعیت آن ۳۰نفر (۱۰خانوار) بوده‌است.
تمامی ساکنین این روستای بکر از سادات به نام شهرستان تنگستان بوده و قریب به اتفاق آنها نیز به "موسوی" مشهور می باشند.

## افراد مشهور
از جمله افراد مشهور این روستا می توان به اشخاصی همچون؛ 1-سید اسماعیل موسوی( از یاران وفادار رئیس علی دلواری) 2- سید ابراهیم موسوی( از کدخدایان بزرگ منطقه) 3- سید محمود موسوی(از سیاسیون و افراد بانفوذ منطقه 4- سید عبدالحمید موسوی(از افراد خوشنام، معتمد و مردم دار منطقه) 5-سید محمد نامجو( از بازاریان قدیمی و خوشنام منطقه) 6-سید عطاالله موسوی 7-سید محسن موسوی 8-سید محمد موسوی

## ممنوعه بودن روستا برای غیر بومی ها
شاید بتوان یکی از نکات جالب این روستا را خلق و خوی خاص اهالی این منطقه بکر نامید. آشی که در امتداد کوی بیرمی قرار گرفته را می توان آخر روستای منطقه خاییز نامید و در اصل این منطقه در بن بستی قرار گرفته که چهار سوی آن را کو های سر به فلک کشیده بیرمی احاطه کرده است. بخاطر همین شرایط خاص و ویژه نیز اهالی این روستا چندان به ورود افراد غیرخودی روی خوش نشان نداده و از ورودی های روستا شاهد آن هستیم که بر روی دیواره سنگ ها مطالبی با عناوین تهدیدآمیز خطاب به بازدید کنندگان همچون "آشی جای گشتن نیست" "از ورود به روستا جدا خودداری کنید" "حمل اسلحه به هیچ عنوان تحمل نخواهد شد" و ... به چشم می خورد. از همین رو در استان بوشهر و شهرستان تنگستان نیز این منطقه و اهالی آن با خلق و خوی ویزه خود مشهور شده اند و تاکنون نیز بسیاری سعی می کنند وارد این روستا نگردند، مساله ای که باعث گشته همچنان روستا بکر و دست نخورده باقی بماند.
از نکات قابل توجه دیگر نیز که توضییحی در مورد آن خالی از لطف نیست می توان به وجود درهای متعدد در وردی روستا اشاره کرد، درهایی که عملا در وردی تنگ و ورودی روستا گذاشته شده و به روستای حالتی شخصی می دهد و تنها مامورین دولتی و نیروهای حافظ محیط زیست اجازه ورود به منطقه را دارند.

## آثار باستانی موجود در روستا
یکی از شگفتی های این روستا نیز وجود آثار باستانی متعددی است که کارشناسان قدمت برخی از آن ها را به دودمان ساسانیان نسبت داده اند. از جمله آثار باستانی موجود در این روستا می توان به دو آسیاب بزرگ و قدیمی در ورودی تنگ این روستا نام برد که هنگام عبور از آنها نمایی محسور کننده به تنگه رمزآلود این منطقه می دهد و چشم هر رهگذری را محو تماشای این زیبایی ها می کند.
از دیگر آثار کهن و رازآلود این روستا نیز می توان به معبد تخریب شده و خرابه ای اشاره کرد که در میان روستاییان به دلیل داشتن چهار طاق در 4 جهت اصلی به چهارطاق معروف گشته است. خرابه ای که شاید بتوان عجیب ترین نقطه این روستا عنوان کرد زیرا در شعاع 5 متری دیوارهای این معبد هیچگونه گیاهی قادر به رشد نیست و هر گونه کشت و کشاورزی رو به نیستی می رود. لازم به ذکر است که بررسی کارشناسان نشان داده قدمت این بنا به پیش از زمان هخامنشیان بر می گردد زیرا در این خرابه آثاری از وجود آیین های گبری(کافرانی که پیش از دین زرتشت به قربانی کردن افراد اعتقاد داشته اند) یافت شده است.

## آب و هوا
آب و هوای منطقه آشی را شاید بتوان یکی از محسور کننده ترین آب و هوای جنوب کشور نامید، روستایی که در تابستان های داغ و سوزان استان بوشهر نیز بخاطر ارتفاع زیاد و احاطه شدن توسط کوه های مرتفع بیرمی خنک بوده و همیشه در ایام گرم سال نیز شاهد باراش مناسب باران می باشد.
روستای آشی بخاطر چشمه های شیرین و گوارای خود نیز مشهور است چشمه هایی نظیر؛ چشمه بهشتی،او نو(آب نو) و امثال آنها.